# Лошадиная шея
«Лошади́ная шея» (англ. Horse's Neck) — коктейль на основе бренди, имбирного эля и биттера «Ангостура». Украшают широкой спиралью из цедры лимона, которая символизирует лошадиную шею. Классифицируется как лонг дринк. Входит в число официальных коктейлей Международной ассоциации барменов (IBA), категория «Современная классика» (англ. Contemporary classics).

## Рецепт и ингредиенты
Состав:
- Бренди 40 мл (1 часть)
- Имбирный эль 120 мл (3 части)
- Биттер «Ангостура» 2 — 3 капли

Метод приготовления: билд со льдом. Подают в бокале хайбол.
Бокал хайбол наполняют пищевым льдом, затем наливают бренди, имбирный эль либо имбирный лимонад и тщательно перемешивают. По желанию заказчика возможно добавление нескольких капель биттера «Ангостура». В качестве гарнира готовый коктейль украшают широкой спиралью из цедры лимона, которая символизирует лошадиную шею.

## История

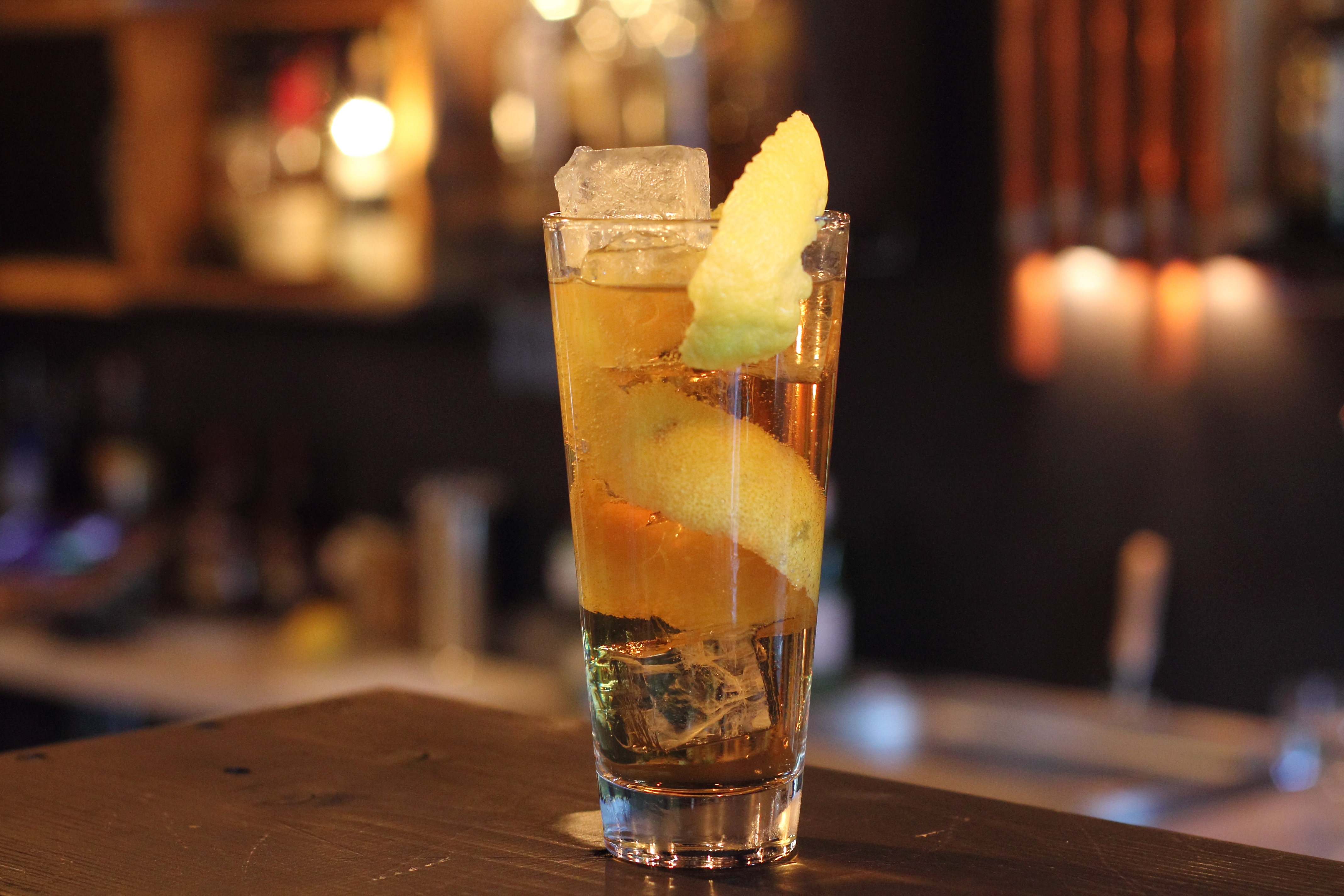
Коктейль «Лошадиная шея»

Изначально коктейль был создан в 1890-х годах в качестве безалкогольной смеси имбирного эля, льда и лимонной цедры. В 1910-е годы в рецептура коктейля дополнена коньяком или бурбоном и получила название «лошадиной шеи с ударом» или «жёсткой шеи». В конце 1950-х и начале 60-х годов в штате Нью-Йорк ещё встречались безалкогольные версии коктейля, однако в конце концов их приготовление было прекращено.